# Saint-Édouard (Québec)
Pour les articles homonymes, voir Saint-Édouard.
Saint-Édouard est une municipalité dans la municipalité régionale de comté de Les Jardins-de-Napierville au Québec (Canada), située dans la région administrative de la Montérégie.

## Histoire
Le 11 décembre 2010, la municipalité de la paroisse de Saint-Édouard changea son statut pour celui de municipalité.
C’est en 1817 que Languedoc a acquis ces 12 000 acres de terre dans le canton de Sherrington. À compter du 21 juin 1823, il les détient officiellement en franc-alleu noble. Sitôt sa qualité de seigneur confirmée, Languedoc s’emploie avec succès à mettre de l’ordre dans l’administration de Saint-Georges : confection d’un terrier, qui dénombre 239 censitaires, construction du manoir seigneurial à Saint-Édouard, achat d’un moulin à scier sur la rive ouest de la rivière de la Tortue où il fait également construire un moulin à farine, maintien des taux des cens et rentes qui prévalaient avant 1823 mais ajout d’un prix de vente variant entre 10s et 20s l’arpent, incitation à régler les arrérages de rentes.
En 1830, Languedoc renoue avec la politique. Élu sans opposition avec Robert Hoyle* député de L’Acadie, il intervient assez peu dans les débats pourtant cruciaux, ne serait-ce qu’en raison de la fameuse question des subsides. Souvent absent pour cause de maladie, il est tout de même à la chambre d’Assemblée lorsque sont présentes les Quatre-vingt-douze Résolutions auxquelles d’ailleurs il s’oppose [V. Elzéar Bédard]. Candidat aux élections de l’automne de 1834, il est défait par, entre autres, Cyrille-Hector-Octave Côté, partisan de Louis-Joseph Papineau*.

## Géographie
La rivière de la Tortue traverse la municipalité du sud au nord.
L'autoroute 15 en délimite l'est.

## Démographie
| 1991  | 1996  | 2001  | 2006  | 2011  | 2016  | 2021  |
| ----- | ----- | ----- | ----- | ----- | ----- | ----- |
| 1 251 | 1 257 | 1 195 | 1 212 | 1 312 | 1 321 | 1 365 |

## Administration
Les élections municipales se font en bloc et suivant un découpage de huit districts.
| Saint-Édouard Maires depuis 2001                                                                                     |                   |                   |          |
| Élection | Maire             | Qualité           | Résultat |
| 2001 | Roger Lussier     |                   | Voir     |
| 2005 | Roger Lussier     | Voir              |          |
| 2009 | Roger Lussier     | Voir              |          |
| 2013 | Michel Raymond    | Décès en fonction | Voir     |
| janv. 2014 | Roland Lécuyer    |                   | Voir     |
| 2017 | Roland Lécuyer    | Voir              |          |
| 2021 | Daniel Racette    |                   | Voir     |
| août 2022 | Marc Gaudreau     | Maire suppléant   | Voir     |
| sept. 2022 | Alexandre Bastien |                   | Voir     |
| Élection partielle en italique Depuis 2005, les élections sont simultanées dans toutes les municipalités québécoises |                   |                   |          |